# Colt Cabana
Scott Colton (* 6. Mai 1980 in Deerfield, Illinois), besser bekannt unter seinem aktuellen Ringnamen Colt Cabana, ist ein US-amerikanischer Wrestler. Er tritt derzeit bei Independent Promotions auf. Sein bisher größter Erfolg war der Erhalt der NWA World Heavyweight Championship. Er ist (Stand März 2020) bei All Elite Wrestling (AEW) unter Vertrag.

## Karriere

### Anfänge/Independent
Colton trainierte für seine Wrestlingkarriere unter Ace Steel und Danny Dominion, welche auch CM Punk trainierten. 1999 debütierte er bei IWA Mid-South als Colt Cabana. Es folgten Verpflichtungen bei verschiedenen Independent Promotions (z. B. IWA Mid-South, NWA Mid American Wrestling oder International Wrestling Cartel).
Seinen ersten Titel, den IWA Mid-South Heavyweight Titel, gewann Colton am 19. April 2002 von CM Punk. Im Dezember 2002 trat Colton das erste Mal bei Ring of Honor (kurz ROH) auf. Bei ROH fehdete er kurzzeitig gegen CM Punk. Im April 2003 schloss er sich jedoch Punks Stable Second City Saints (bestehend aus Punk und Ace Steel) an. Colton fehdete mit Punk und Steel gegen Raven. Am 24. April 2004 gewann Colton mit Punk die ROH World Tag Team Championship von den Briscoes (Jay und Mark Briscoe). Den Titel gaben sie am 15. Mai 2004 an Prophecy (BJ Whitmer und Dan Maff) ab. Jedoch konnte Colton und Punk den Titel am selben Abend wieder zurückgewinnen. Ende 2004 trat Colton bei einigen Independent Promotions (z. B. Westside Xtreme Wrestling, All Star Wrestling oder Future Championship Wrestling) in Europa auf.
Im Januar 2006 fehdete Colton mit BJ Whitmer und Daizee Haze gegen Jimmy Jacobs, Brent Albright und Lacey. Im April und im Juni 2006 verpflichtete die WWE Colton für einige Matches.

### World Wrestling Entertainment/Independent
Im Jahr 2007 unterschrieb Colton einen Entwicklungsvertrag mit World Wrestling Entertainment (WWE) und wurde zuerst bei Ohio Valley Wrestling (kurz OVW) eingesetzt, wo er am 23. Mai 2007 debütierte. Im August 2007 begann er eine Fehde gegen Shawn Spears und Ted McNaler. Am 31. Oktober 2007 gewann Colton den OVW Television Titel von Shawn Spears. Mit diesem gewann Colton am 7. November 2007 den OVW Southern Tag Team Titel. Nachdem sich die WWE von OVW trennte, wurde Colton in der neuen Entwicklungsliga Florida Championship Wrestling (kurz FCW) eingesetzt. Am 12. August 2008 debütierte er als Scotty Goldman bei SmackDown. Nun trat er sowohl bei FCW als auch bei SmackDown auf. Im Februar 2009 wurde Colton aus der WWE entlassen.
Am 21. Februar 2009 trat er bei Pro Wrestling Guerrilla auf. Colton tritt nun sowohl in der unabhängigen Wrestlingszene als auch in der National Wrestling Alliance an. Im April 2010 begann Colton eine Fehde mit El Generico gegen Kevin Steen und  Steve Corino. Zwischen dem 6. März und 23. April 2011 war er Inhaber der NWA World Heavyweight Championship.

### All Elite Wrestling (seit 2020)
Nach mehreren Auftritten für All Elite Wrestling seit 2019 wurde im März 2020 bekannt gegeben, dass Cabana bei der Promotion unterschrieben hat.
Er trat bei dem PPV AEW Revolution am 29. Februar 2020 als Überraschungsgast auf.

## Erfolge
- Ring of Honor

- 2 × ROH World Tag Team Champion mit CM Punk

- Ohio Valley Wrestling

- 1 × OVW Television Champion
- 2 × OVW Southern Tag Team Champion je 1 × mit Shawn Spears und mit Charles Evans

- National Wrestling Alliance

- 2 × NWA World Heavyweight Champion
- 1 × NWA Illinois Heavyweight Champion

- IWA Mid-South

- 1 × IWA Mid-South Heavyweight Champion
- 4 × ICW/ICWA Tex-Arkana Television Champion

- All Pro Wrestling

- 1 × APW Worldwide Internet Champion

- International Wrestling Cartel

- 1 × IWC World Heavyweight Champion
- 1 × IWC Super Indy Championship

- Insane Wrestling Federation

- 1 × IWF Heavyweight Champion

- All American Wrestling

- 1 × AAW Heritage Champion

- One Pro Wrestling

- 1 × 1PW Tag Team Champion mit Darren Burridge

- All-Star Championship Wrestling

- 1 × ACW Heavyweight Champion

- Steel Domain Wrestling

- 1 × SDW Television Champion

- UWA Hardcore Wrestling

- 1 × UWA Canadian Champion

- COW Championship of Wrestling

- 1 × Manager of Champions Champion